# Дё-Нет
Департамент Дё-Нет (фр. Département des Deux-Nèthes) — административная единица Первой французской республики и Первой французской империи, располагавшаяся на северной части территории бывшего герцогства Брабант. Название департамента означает «две Нете» и дано по рекам Большой и Малой Нете.
Департамент был создан 1 октября 1795 года, после того как Австрийские Нидерланды были оккупированы французскими войсками. Когда в 1810 году Францией было аннексировано Королевство Голландия, к департаменту была присоединена западная часть голландской провинции Северный Брабант, ставшая арондисманом Бреда.
После разгрома Наполеона на месте департамента была создана провинция Антверпен, которая вошла в состав Объединённого королевства Нидерландов.